# 적목리 공동 생활유적
적목리 공동 생활유적은 대한민국 경기도 가평군 북면 적목리, 가평군청에서 북쪽으로 약 35km 지점에 있다. 1986년 12월 31일 가평군의 향토문화재 제13호 적목리 신앙유적지로 지정되었다가, 동일 번지 내 유적이 추가로 지정되어 2015년 12월 1일자로 지정번호가 제13-1호 및 제13-2호로, 지정명칭이 적목리 공동 생활유적으로 변경되었다.

## 개요
적목리신앙유적지는 가평군청에서 북쪽으로 약35km지점인 가평천 상류 북면 적목리 산 1-28번지에 위치하고 있다.
이곳은 일제강점기에 전국 각지에서 징용을 피해 모여든 사람들이 목탄생산, 경춘철도에 필요한 침목조달과 벌목작업등을 하며 광복이후까지 산기슭 곳곳에 반 지하식 움집을 짓고 공동생활을 하면서 숯 생산과 벌목 등을 하여 왔던 곳이며 제칠일안식일예수재림교인들이 일제의 신사참배, 창씨개명, 종교탄압과 강제징용을 피해 은신하며 신앙심을 지켜온 곳이다.
50cm 높이로 쌓아올린 돌담 20여평 규모의 교회터 흔적이 남아 있으며, 바로 옆에 지름 170cm의 타원형 돌담의 관솔불터가 있는데 이는 송진을 태워 성경연구와 집단기도회를 개최하던 곳이다. 이 유적의 가장 안쪽(산 정상 방향)에 있는 성경은닉처가 있고, 이곳에 성경과 종교서적을 감추어 두고 신앙생활을 하였다고 한다. 이 외에도 가옥터와 공동막사, 망을 보던 장대의 흔적들이 남아 있기도 하다.

## 같이 보기
- 제칠일안식일예수재림교회

## 참고 문헌
- 적목리 신앙유적지 - 가평군 문화관광 - 향토유적